# セーデルマンランド級潜水艦
セーデルマンランド級潜水艦（英語: Södermanland-class submarine）はスウェーデン海軍の潜水艦。元々ヴェステルイェトランド級潜水艦としてそれぞれ1987年と1990年に建造され、2003年と2004年にコックムス社で近代化改修され新しい艦級として再進水した。
耐圧殻は艦橋の後部で切り離され12m長の新しい非大気依存推進(AIP)システムの区画が挿入された。AIPシステムはスターリングエンジンと発電機で構成され軽油を低温タンクに貯蔵された液体酸素と共に燃焼して加熱される。
AIPシステムは潜航期間を数日から数週間増やす目的で電力を供給する。
2018年から2019年にA26型潜水艦に更新される予定だったが、A26型潜水艦の建造計画が延期されたため、更新を経ずに「エステルイェトランド」は2021年に退役した。2022年には、「セーデルマンランド」の延命改修をサーブが4億7,000万クローネで受注した。蓄電池の交換など50ヶ所の改修で運用期間を6年延長する。

## 同型艦
| 艦名                     | 完成           | 就役           | 所属         | 状態                       |
| ------------------------ | -------------- | -------------- | ------------ | -------------------------- |
| HMS セーデルマンランド   | 1988年 4月12日 | 1989年 4月21日 | 第一潜水艦隊 | 2003年に改修, 現役         |
| HMS エステルイェトランド | 1988年 12月9日 | 1989年         | 第一潜水艦隊 | 2004年に改修, 2021年に退役 |